# Lamtui (Jaya)
Lamtui is een bestuurslaag in het regentschap Aceh Jaya van de provincie Atjeh, Indonesië. Lamtui telt 439 inwoners (volkstelling 2010).